# Jonathan Velgaard Sørensen
Jonathan Velgaard Sørensen (født 16. august 1996) er en dansk floorballspiller, som på nuværende tidspunkt spiller for Frederikshavn Blackhawks. På banen spiller han center i holdets 2. kæde, men han har tidligere spillet wing.